# Scorpaena notata
Petite rascasse rouge, Rascasse pustuleuse
Espèce

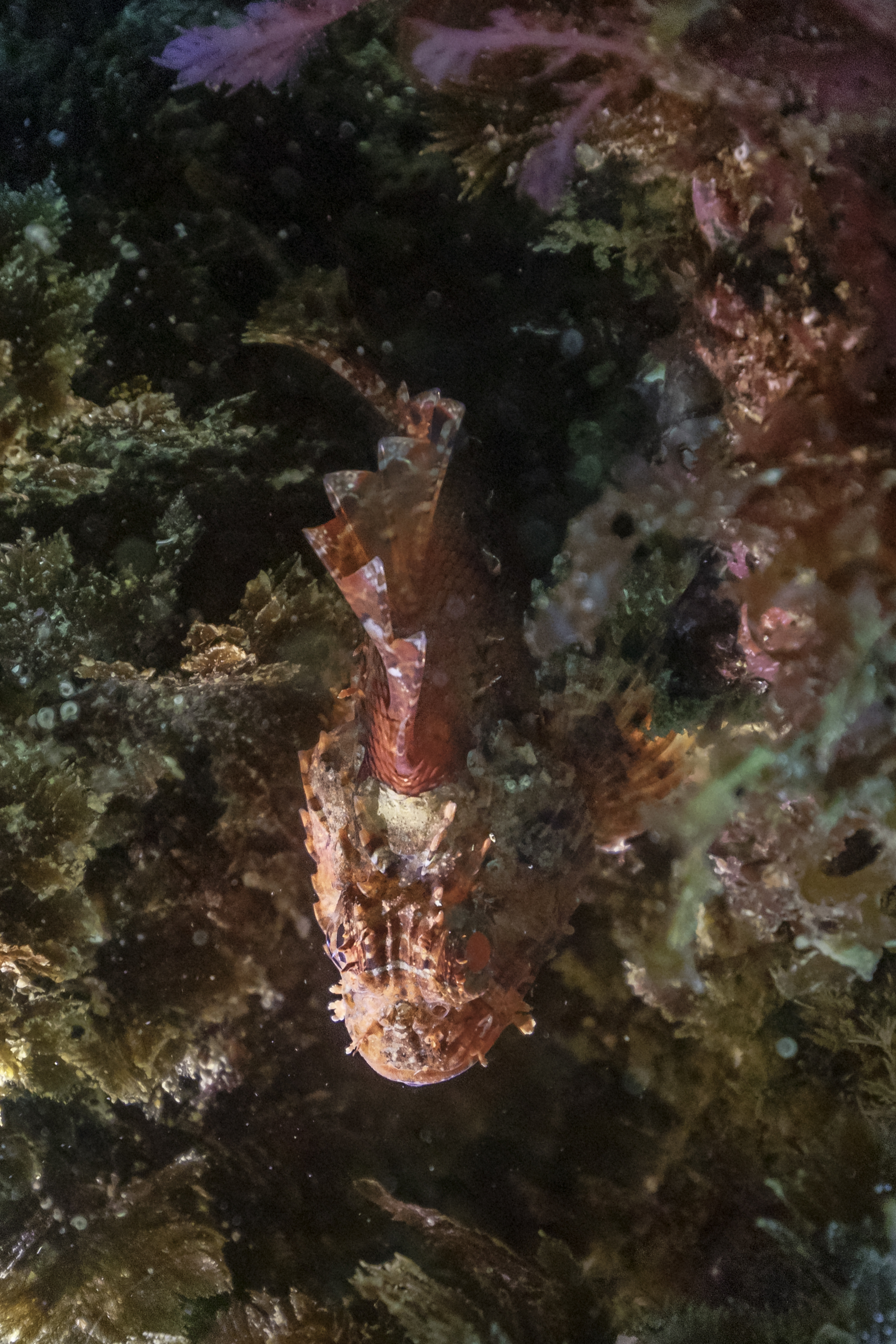
Petite rascasse rouge en Portugal.

Scorpaena notata, communément nommé Petite rascasse rouge ou Rascasse pustuleuse, est une espèce de poissons de la famille des scorpénidés, appartenant au groupe des rascasses.

## Description
La rascasse pustuleuse est un poisson de petite taille pouvant atteindre 24 cm de long, toutefois la taille moyenne est de 12 cm.
Munie d'une tête ronde avec de gros yeux, des excroissances cutanées de taille réduite réparties sur tout le corps, sa nageoire dorsale est épineuse et possède en général une tache noire, certains individus ont une bande plus claire qui passe derrière les yeux. La coloration du corps est toujours à dominante rougeâtre.

## Distribution et habitat
L'espèce se rencontre en mer Méditerranée sauf dans la partie Nord de la mer Adriatique, mais également sur certaines façades atlantiques: des côtes du Portugal au sud de la Bretagne, les côtes du nord de l'Afrique jusqu'au Cap Vert, ainsi que dans les eaux des archipels des Açores et des Canaries.
Cette espèce apprécie les fonds rocheux et les cavités, elle se rencontre entre 2 et 700 m de profondeur.

## Alimentation
La Petite rascasse rouge se nourrit de petits poissons, de crevettes et autres petits crustacés passant à sa portée.

## Comportement
Benthique, nocturne, chasse à l'affût en attendant le passage de ses proies potentielles.

## Sources bibliographiques
- Patrick Louisy, Guide d'identification des poissons marins, Europe et Méditerranée, Ulmer, 2002 (ISBN 2841381455)
- Hervé Chaumeton et Collectif, Poissons de mer, Artémis, 2009 (ISBN 978-2844166517)